# معبد النار تشم
معبد النار تشم (بالفارسية: آتشکده چم) هو معبد نار تاريخي، ويقع في مقاطعة تفت.